# Таугабе-Ярв
Таугабе-Ярв (ест. Taugabe järv, інші назви ест. Taugapää järv, Taugepää järv, Taugepää soo, Taugepea järv, Tohku järv) — озеро в Естонії, що розташоване на острові Сааремаа, у волості Кіхельконна.